# میدلتون این تیزدیل
میدلتون این تیزدیل (به انگلیسی: Middleton-in-Teesdale) یک روستا و محله مدنی در بریتانیا است که در County Durham واقع شده‌است. میدلتون این تیزدیل ۱٬۱۳۷ نفر جمعیت دارد.